# Mycosphaerella alnicola
Mycosphaerella alnicola är en svampart som först beskrevs av Peck, och fick sitt nu gällande namn av Homer Doliver House 1921. Mycosphaerella alnicola ingår i släktet Mycosphaerella och familjen Mycosphaerellaceae.   Inga underarter finns listade i Catalogue of Life.